# بواتييه باسكت 86
بواتييه باسكت 86 (بالفرنسية: Poitiers Basket 86)‏ هو فريق كرة سلة فرنسي للمحترفين تأسس في سنة 2004 يقع مقره في بواتييه. ينافس في الدرجة الثانية.

## الإنجازات
- الدوري الفرنسي لكرة السلة الدرجة الثانية: 1 (2009)

## أبرز اللاعبين
من أبرز اللاعبين الذين لعبوا معه:
- أحمد نيفينس
- بيب باديان

## وصلات خارجية
- الموقع الرسمي